# 내털리 리신스카
내털리 리신스카(Natalie Lisinska, 1982년 1월 11일 ~ )는 잉글랜드, 캐나다의 배우이다.